# Liara brevis
Liara brevis är en insektsart som beskrevs av Sigfrid Ingrisch 1998. Liara brevis ingår i släktet Liara och familjen vårtbitare. Inga underarter finns listade i Catalogue of Life.